# 流れ星☆ (曲)
『流れ星☆』（ながれぼし）は、CooRieの2枚目のシングル。2003年4月23日にLantisから発売された。

## 概要
前作『大切な願い』から約2か月でのリリース。表題曲「流れ星☆」は、テレビアニメ『成恵の世界』のオープニングテーマ、カップリングの「ステレオ」は、ラジオドラマ『成恵の世界TV』のエンディングテーマとして使用された。CDジャケットには、七瀬成恵がプリントされている。

## 収録曲
（全作詞：rino、作曲・編曲：長田直之）
1. 流れ星☆ [3:31]
2. ステレオ [3:58]
3. 流れ星☆（off vocal）
4. ステレオ（off vocal）

## タイアップ
| 曲名     | タイアップ                                     |
| -------- | ---------------------------------------------- |
| 流れ星☆  | テレビアニメ『成恵の世界』オープニングテーマ   |
| ステレオ | ラジオドラマ『成恵の世界TV』エンディングテーマ |

## 収録作品
| 曲名               | 収録アルバム                                   |
| ------------------ | ---------------------------------------------- |
| 流れ星☆（TV size） | 成恵の世界 オリジナルサウンドトラック          |
| 流れ星☆            | 秋やすみ                                       |
| ステレオ           | 秋やすみ                                       |
| 流れ星☆            | ナニコレ。笑(なつかしい にんきの これくしょん) |